# Эхинодорус
Эхинодорус (лат. Echinodorus) — род однолетних и многолетних болотных растений семейства Частуховые (Alismataceae), происходящих из Южной и Центральной Америки.
Многие виды — водные растения, способные расти под водой. Существуют культурные формы и гибриды, применяемые при озеленении аквариумов.
В основном, эхинодорусы обитают в Америке. Кроме земноводных видов существует около 47 подводных видов, используемых в аквариумах. Активная реакция воды должна быть в пределах от 6,8 до 7,2. Жёсткость воды — 5—10°

## Ботаническое описание
Стебли обычно укороченные. Листья сидячие, образуют розетку. Некоторые виды — корневищные.

## Систематика
Название Echinodorus впервые было использовано французским ботаникои Луи Клодом Мари Ришаром. 
Действительное описание рода Echinodorus было дано в 1848 году Джорджем Энгельманом в книге  Эйса Грея A Manual of the Botany of the Northern United States, на стр. 460.
В старой ботанической литературе, например, по работам чешского ботаника и аквариумиста Карела Ратая 1973–1974 гг или в книгах немецких аквариумистов Каспара Хорста и Хорста Э. Киппера описывалось более 60 видов эхинодорусов. Эти виды различались по форме листьев, соцветий и плодов. В аквариумистике активно фигурировали названия вроде Echinodorus bleherae, E. amazonicus, E. osiris, E. parviflorus и др. 
Сейчас большинство исследователей считает, что многие из «видов» на самом деле — это морфологические формы, гибриды или синонимы. Эхинодорусы легко скрещиваются, и в аквариумной культуре множество искусственных гибридов. Их часто описывали как «новые виды», хотя по ботаническим правилам они таковыми не являются. В аквариумных справочниках могут сохраняться старые названия, тогда как в научных (например, POWO, Tropicos, World Flora Online) их уже синонимизировали.
в 2007 году были опубликованы результаты кладистического анализа молекулярных и морфологических данных. Результаты показали, что род Echinodorus являлся полифилетическим и ни одна из имеющихся внутриродовых классификаций рода не была поддержана в свете филогенетических данных. Монофилия рода Echinodorus была установлена путём отделения от Echinodorus рода Helanthium и монотипного рода Albidella. В результате были получены две новые комбинации (Helanthium bolivianum и H. zombiense), а также дано подробное описание рода Helanthium.
Некоторые виды были перенесены в род Аквариус (Aquarius).

### Список видов
По данным GBIF на август 2025 года род содержит 6 видов и 8 гибридов, а POWO признает только один вид — Echinodorus berteroi (Spreng.) Fassett. Остальные были перенесены в другие рода семейства.
Список ниже приведён без учёта последних пересмотров:
- Echinodorus berteroi (Spreng.) Fassett
- Echinodorus bracteatus Micheli
- Echinodorus cordifolius (L.) Griseb. — Эхинодорус сердцелистный
- Echinodorus cylindricus Rataj
- Echinodorus decumbens Kasselm.
- Echinodorus floribundus (Seub.) Seub.
- Echinodorus gabrielii Rataj
- Echinodorus glandulosus Rataj
- Echinodorus glaucus Rataj
- Echinodorus grandiflorus (Cham. & Schltdl.) Micheli
- Echinodorus grisebachii Small — Эхинодорус амазонский
- Echinodorus heikobleheri Rataj
- Echinodorus horizontalis Rataj — Эхинодорус горизонтальный
- Echinodorus inpai Rataj
- Echinodorus lanceolatus Rataj
- Echinodorus longipetalus Micheli
- Echinodorus longiscapus Arechav.
- Echinodorus macrophyllus (Kunth) Micheli
- Echinodorus major (Micheli) Rataj — Эхинодорус большой
- Echinodorus osiris
- Echinodorus palifolius (Nees & Mart.) J.F.Macbr. — Эхинодорус лопатолистный
- Echinodorus paniculatus Micheli
- Echinodorus pubescens (Mart. ex Schult.f.) Seub. ex Warm.
- Echinodorus scaber Rataj
- Echinodorus subalatus (Mart. ex Schult.f.) Griseb.
- Echinodorus trialatus Fassett
- Echinodorus tunicatus Small
- Echinodorus uruguayensis Arechav.